# Јохан Хајнрих Швикер
Јохан Хајнрих Швикер (Нова Бешенова 28. април 1839 — Будимпешта 7. јул 1902) је био немачки публициста, школски писац и историчар.

## Биографија
Рођен је у Новој Бешенови, у данашњем румунском делу Баната. Умро је у Будимпешти. Од 1861. до 1865. године студира немачки језик и књижевност, географију и историју на универзитету у Пешти. Године 1869. постаје директор централног учитељског завода у Будиму, а 1871. године професор у Пешти. Швикер је 1887. године у Сегешвару изабран за члана Угарског сабора.
Швикер је од 1857. до 1869. године боравио у Великом Бечкереку. Тамо је био наставник у гимназији и писао за локални немачки лист „Гросбечкерекер Вохенблат”. У овом граду 1861. године објављује Историју Тамишког Баната. У Великом Бечкереку Швикер се упознао са сликаром Константином Данилом, који је израдио портрете његове породице, а који се данас чувају у Народном музеју Зрењанин.

## Дела
- Geschichte des Temeser Banats (Пешта 1861).
- Die letzten Regierungsjahre der Kaiserin-Königin Maria Theresia (Беч 1871−1872).
- Statistik des Königreichs Ungarn (Штутгарт 1877).
- Die ungarischen Gymnasien (Пешта 1881).
- Die Deutschen in Ungarn und Siebenbürgen (Тешен 1881).
- Politische Geschichte der Serben in Ungarn (Пешта 1880).
- Die Zigeuner in Ungarn und Siebenbürgen (Тешен 1882).
- Geschichte der österreichischen Militärgrenze (1883).
- Das Königreich Ungarn (Беч 1886).
- Péter Pázmány, Erzbischof und Primas von Ungarn und seine Zeit. (Келн 1888).
- Geschichte der ungarischen Litteratur (Гера 1896).